# Sumiyoshi monogatari
Sumiyoshi monogatari (住吉物語? lett. "Il racconto di Sumiyoshi") è una storia giapponese della fine del X secolo. Insieme all’Ochikubo monogatari, è una storia molto rappresentativa, simile a quella di Cenerentola e racconta il problema di una matrigna crudele. Esso fa parte del genere tsukuri monogatari.

## Composizione
L'autore è sconosciuto. Sone no Yoshitada (曽禰好忠) è uno dei probabili candidati. Scritto verso la fine del X secolo, il testo originale è ora smarrito. Ci rimane, infatti, soltanto una copia revisionata del XII secolo.
La storia è stata molto influente nella letteratura giapponese, che si può notare in opere come Makura no sōshi e nei Genji monogatari. Il capitolo Tamakatsura dei Genji fu scritto tenendo conto l'esistenza del Sumiyoshi monogatari. La sua popolarità è evidente in quanto ispirò più di 120 manoscritti ancora esistenti. Molte storie, generalmente del genere Otogizōshi si riferiscono allo stile del Sumiyoshi.

## Trama
La storia esiste in edizioni in un singolo volume e in due volumi. Racconta la storia della figlia di un cancelliere di ceto medio che scappa da casa e dal bullismo esercitato dalla sua matrigna. Si innamora di un capitano minore e si fidanzano. Ma la matrigna obbliga il fidanzato a sposarsi con la sua figlia. Quando la figlia scopre la verità, scappa da casa e si rifugia nel palazzo di Sumiyoshi. Il capitano minore è condotto al palazzo da un sogno mistico. Così i due si sposano e vivono felici.